# 心の扉 (映画)
『心の扉』（こころのとびら、原題：House of Cards）は、1992年制作のアメリカ合衆国の映画。
日本でのビデオタイトルは『ハウス・オブ・カード/心の扉』。

## あらすじ
6歳の少女サリーは、マヤ文明を研究する考古学者の父を遺跡の修復作業中の事故で失った。
サリーは父から聞いた「人は死ぬと月へ行く。そして選ばれた特別な子供たちと言葉を使わずに話をする。」というインディオの伝説を信じて言葉を発しなくなってしまい、さらに、月を目指すかのように、高いところへと登ろうとした。
心配した母親のルースは、サリーを優秀な精神科医として知られるビアランダー博士に診せる。ビアランダーは典型的な自閉症と診断し、様々な治療を施すが、サリーの症状は一向に改善しなかった。
そんなある日、ルースはサリーがトランプやベースボールカードなど様々な種類のカードでカードの城を作っているのを見る。
その中に月を示すタロットカードを見つけたルースはサリーのメッセージを感じ取り、彼女の“心の扉”を開かせるべく、ある事を思いつく。

## キャスト
- ルース・マシューズ：キャスリーン・ターナー（吹替：弥永和子）
- ジェイク・ビアランダー：トミー・リー・ジョーンズ（吹替：菅生隆之）
- サリー・マシューズ：アーシャ・メニーナ（吹替：安達祐実）
- マイケル・マシューズ：シロー・ストロング（吹替：広田雅宣）
- リリアン：パーク・オーヴァーオール（吹替：さとうあい）
- セクテネル：ホアキン・マルティネス（吹替：糸博）
- アデール：エスター・ローレ（吹替：磯辺万沙子）
- ストーカー：マイケル・ホース

吹替その他、田原アルノ、滝沢ロコ、久保田民絵、大島一貴、岩坪理江、鳥海勝美、岡村明美、川田妙子、喜田あゆ美、中博史、宝亀克寿、田中正彦